# Leukotrien E4
Leukotrien E4 je cisteinilni leukotrien koji učestvuje u inflamaciji. Poznato je da ga proizvodi nekoliko tipova belih krvnih zrnaca, uključujući eozinofili, mastociti, tkivo makrofaga, i bazofili, i nedavno je utvrđeno da ga proizvode trombociti pričvšćeni za neutrofile. On se formira putem sekvencijalne konverzije od LTC4 do LTD4 i zatim do LTE4, što je krajnji i najstabilniji cisteinilni leukotrien. U poređenju sa kratkim poluživotima LTC4 i LTD4, LTE4 je relativno stabilan i akumulira se u kondenzatu daha, plazmi, i u urinu, što ga čini dominatnim cisteinil leukotrienom u biološkim fluidima. Merenja LTE4, posebno u urinu, se često vrše u kliničkim ispitivanjima.
Povišena produkcija i ekskrecija LTE4 je vezana za nekoliko respiratornih bolesti, i urinarni nivoi LTE4 su povišeni tokom ozbiljnih napada astme, a posebno su visoki kod ljudi sa aspirinom indukovanom astmom.

## Literatura
- Lipkowitz, Myron A.; Navarra, Tova (2001). The Encyclopedia of Allergies (2nd изд.). Facts On File. стр. 167. ISBN 0-8160-4404-X.. Facts on File, New York.
- Samuelsson, Bengt, ур. (2001). Advances in prostaglandin and leukotriene research: basic science and new clinical applications: 11th International Conference on Advances in Prostaglandin and Leukotriene Research: Basic Science and New Clinical Applications, Florence, Italy, June 4–8, 2000. Springer. ISBN 1-4020-0146-0.. Kluwer Academic Publishers, Dordrecht,
- Bailey, J. Martyn. (1985). Prostaglandins, leukotrienes, and lipoxins: biochemistry, mechanism of action, and clinical applications. Springer. ISBN 0-306-41980-7.. Plenum Press, New York,